# Бандитский Петербург
«Бандитский Петербург» — российский детективный телесериал, выходивший на экраны в 2000-е годы и снятый по мотивам восьми произведений Андрея Константинова («Адвокат», «Судья / Адвокат-2», «Вор / Журналист-2», «Сочинитель», «Выдумщик / Сочинитель-2», «Арестант», «Мент», «Мусорщик»), а также по произведениям других сценаристов. Премьерный показ первых двух частей состоялся в мае 2000 года на НТВ. В дальнейшем все части неоднократно транслировались по телевидению. «Бандитский Петербург» стал одним из самых успешных российских сериалов своего времени.
В 1998 году к Андрею Константинову обратился Владимир Бортко с просьбой написать сценарий. Константинов дал прочитать свои книги: «Адвокат», «Журналист», «Сочинитель». Подтолкнул на написание этих произведений Константинова другой кинорежиссёр — Валерий Огородников.
Композитором фильма был приглашён Игорь Корнелюк. Саундтреком сериала стала его песня «Город, которого нет» на стихи Регины Лисиц. Также в первой части звучит песня Татьяны Булановой «Ты для меня чужой», мелодия которой стала вторым основным мотивом сериала.
Впоследствии были сняты два телесериала-приквела — «Русский перевод» и «Экспроприатор».

## Актёры
- Кирилл Лавров — Юрий Александрович Михеев (Барон), вор в законе. Умер от болезни (1 сезон)
- Александр Домогаров — Андрей Викторович Серёгин (Обнорский), криминальный журналист/заключённый (1—6 сезоны)
- Лев Борисов — Виктор Павлович Говоров (Антибиотик), криминальный авторитет, вор в законе. Умер от яда в крови (1—4, 6 сезоны)
- Андрей Толубеев — Геннадий Петрович Ващанов, подполковник/полковник/подполковник милиции, 1-й заместитель начальника ОРБ/начальник ОРБ (1—3, 5 сезоны)
- Евгения Крюкова — Лидия Александровна Поспелова, старший следователь прокуратуры (1 сезон)
- Армен Джигарханян — Гиви Чвирхадзе (Гурген), московский криминальный авторитет. Убит киллером (1—2, 4 сезоны)
- Игорь Лифанов — Владимир Колбасов, капитан милиции, оперуполномоченный ОРБ (1 сезон)
- Алексей Девотченко — Степан Марков, капитан милиции, оперуполномоченный ОРБ. Убит бандитами при задержании преступницы (1—2 сезоны)
- Евгений Сидихин — Никита Никитич Кудасов, майор/подполковник/полковник милиции, начальник 15-го отдела ОРБ (1—4, 6—10 сезоны)
- Леонид Максимов — Гусь, бандит, подручный Антибиотика. Убит Челищевым (1—2 сезоны)
- Николай Рудик — Череп, начальник службы безопасности Антибиотика, бывший офицер КГБ или ГРУ. Убит Серёгиным (1—3 сезоны)
- Михаил Разумовский — Александр Андреевич Зверев, оперуполномоченный (4—7, 9 сезоны)
- Александр Романцов — Николай Иванович Наумов (Коля-Ваня), банкир. Убит (4, 6—7 сезоны)
- Ян Цапник — Игорь Николаевич Никифоров, журналист, коллега Серёгина (3, 7—10 сезоны)
- Юрий Тарасов — Вадим Романович Резаков, старший лейтенант/капитан милиции, оперуполномоченный 15-го отдела РУОП/ опер15-го отдела ОРБ (3, 7—10 сезоны)
- Мирослав Малич — оператор Филипп, сотрудник агентства Серёгина, коллега Никифорова (7, 9 сезоны) убит «Левадой» в 9 сезоне
- Александр Песков — Владимир Дмитриевич Нефёдов, бизнесмен, криминальный авторитет (7—10 сезоны)
- Юрий Ицков — Валентин Иванович Лосев(Сохатый), вор в законе (7—10 сезоны)
- Владимир Дюков (озвучивание: Артур Ваха) — генерал-майор милиции Владимир Иванович, начальник ГУВД по Санкт-Петербургу и Ленинградской области (7—10 сезоны)
- Владимир Богданов — Викентий Ялов, вице-премьер (8—10 сезоны)
- Дмитрий Певцов — Сергей Александрович Челищев («Чёрный Адвокат»), следователь прокуратуры/адвокат/бандит. Убит людьми Черепа (2 сезон)
- Алексей Серебряков — Олег Андреевич Званцев («Белый Адвокат»), бандит, ветеран Афганской войны, лидер ОПГ. Убит людьми Черепа (2 сезон)
- Ольга Дроздова — Екатерина Дмитриевна Званцева, подруга детства и возлюбленная Челищева и Званцева (2 сезон)
- Анна Самохина — Екатерина Дмитриевна Званцева, возлюбленная Обнорского, в прошлом — подруга детства и возлюбленная обоих Адвокатов (4—6 сезоны)

## Основная тематика
Сериал состоит из 10 многосерийных фильмов-новелл, частично пересекающихся между собой по сюжету и персонажам, но при этом представляющих собой отдельные, самостоятельные произведения. Фильмы с первого по шестой, выпущенные в 2000—2003 годах, посвящены 1990-м годам, бандитскому «беспределу» и коррупции в правоохранительных органах. Фильмы с седьмого по десятый, выпущенные в 2005—2007, посвящены современности: меняются персонажи, тематика склоняется в сторону большого бизнеса.
Части, снятые по произведениям А. Константинова:
- Бандитский Петербург. Фильм 1. Барон (2000) — 5 серий;
- Бандитский Петербург. Фильм 2. Адвокат (2000) — 10 серий;
- Бандитский Петербург. Фильм 3. Крах Антибиотика (2001) — 8 серий;
- Бандитский Петербург. Фильм 4. Арестант (2003) — 7 серий;
- Бандитский Петербург. Фильм 5. Опер (2003) — 5 серий;
- Бандитский Петербург. Фильм 6. Журналист (2003) — 7 серий.

Части, снятые по произведениям других сценаристов:
- Бандитский Петербург. Фильм 7. Передел (2005) — 12 серий (сценарий основан на идее А. Константинова);
- Бандитский Петербург. Фильм 8. Терминал (2006) — 12 серий;
- Бандитский Петербург. Фильм 9. Голландский пассаж (2006) — 12 серий;
- Бандитский Петербург. Фильм 10. Расплата (2007) — 12 серий.

## Отзывы
Лучший сериал по результатам зрительского голосования в ходе XI кинофестиваля «Виват кино России!» (2003) и анкетирования в еженедельнике «Панонрама ТВ».
Писатель А. Константинов считает, что сериал «Бандитский Петербург» состоит не из 10, а из семи частей, так как, по его мнению, «Терминал», «Голландский пассаж» и «Расплата» были сняты с нарушением его авторских прав. В отличие от DVD-проката, на телеканале «Россия» указанные фильмы по решению их создателей были показаны без упоминания «Бандитский Петербург» в названии, хотя на сайте телеканала они указаны как часть «Бандитского Петербурга».

## Приквелы
В 2006 году вышел сериал «Русский перевод» — экранизация романа «Журналист» (не путать с фильмом «Журналист», поставленным по роману «Мусорщик») А. Константинова. Роман входит в цикл романов «Бандитский Петербург». Таким образом этот сериал является фактическим спин-оффом телесериала «Бандитский Петербург». Композитором снова выступил Игорь Корнелюк. Сериал посвящен молодым годам журналиста Андрея Обнорского (Серёгина) во время работы переводчиком в арабских странах.
В 2018 году вышел сериал «Экспроприатор», посвященный молодым годам Барона (Юрия Михеева). Сериал основан на тетралогии А. Константинова «Юность Барона».